# Suite en forme de valses
La Suite en forme de valse, op. 35 à 39, est un cycle de pièces pour piano de la compositrice Mel Bonis, datant de 1898.

## Composition
Mel Bonis compose sa Suite en forme de valse pour piano en 1898. L'œuvre est dédiée « à Mmes Adèle et Marguerite Domange ». Il existe une version pour piano seul, pour piano à quatre mains et pour orchestre. La version pour piano seul comporte quatre mouvements, dont le manuscrit de la Danse sacrée n'est pas daté mais porte la mention « édité chez Leduc ». Le Ballabile, la Valse lente et le Scherzo-Valse ont été publiés dans la version pour piano en 1898 par les éditions Alphonse Leduc, puis réédité par les éditions Furore en 2013. La version pour piano à quatre mains a été publiée dans son intégralité en 1898 aux éditions Leduc, puis réédité par les éditions Furore en 2009. Le cas de la version orchestrale est plus complexe, car la Danse sacrée a été publiée de façon séparée du reste de la Suite en forme de valse. Ainsi, les deux premiers mouvements et le quatrième ont été publiés chez Leduc en 1898 et réédité par Furore en 2017. Il en va de même pour la Danse sacrée.

## Structure
L'œuvre se compose de cinq mouvements :
1. Ballabile, op. 35
2. Interlude et Valse lente, op. 36
3. Danse sacrée, op. 37
4. Scherzo-Valse, op. 38
5. Interlude et Bacchanale, op. 39

La version pour piano seul ne comporte pas l'Interlude et Bacchanale, qui ne se trouve que dans la version pour quatre mains. Les quatre premiers mouvements ont été orchestrés par la compositrice.

## Analyse
La Suite en forme de valse n'est ni un dérivé d'une œuvre antérieure, ni un prélude à une autre partition. Le Ballabile et la Valse lente sont deux morceaux lents, tandis que la Danse sacrée occupe une position intermédiaire. Le Scherzo-Valse est, quant à lui, un morceau d'allure plus vive. L'organisation des pièces n'est cependant pas spécifiée par la compositrice dans les versions pour orchestre et pour piano seul. Dans la version pour piano à quatre mains, la Bacchanale s'enchaîne à l'Interlude, qui ressemble à une valse, et qui comporte un tempo plus modéré que la Valse lente. Si la version pour orchestre et pour piano seul comprend un Interlude de forme ABA', cette forme est cependant tronquée dans la version pour piano à quatre mains, où la section A' est remplacée par une section de transition qui conduit directement à la Bacchanale, offrant une conclusion plus vive et brillante que le Scherzo-Valse.
Une autre différence fondamentale tient de la tonalité employée dans les différentes versions :
|                          | Orchestre                       | Quatre mains                  | Piano seul          |
| ------------------------ | ------------------------------- | ----------------------------- | ------------------- |
| Ballabile                | ut dièse mineur                 | ut dièse mineur               | ré mineur           |
| Interlude et Valse lente | ut dièse mineur ré bémol majeur | X ré bémol majeur             | ré mineur ré majeur |
| Danse sacrée             | fa dièse majeur                 | fa dièse majeur               | X                   |
| Scherzo-Valse            | fa majeur                       | fa majeur                     | fa majeur           |
| Interlude et Bacchanale  | X                               | ré mineur ré majeur-ré mineur | X                   |

### Ballabile
Le terme de ballabile vient de l'italien ballare, qui signifie danser. Le titre se retrouve chez Giacomo Meyerbeer, dans ses opéras Robert le Diable et Les Huguenots.
Il y a un grand raffinement et une finesse d'écriture dans la version orchestrale, ainsi qu'une grande économie de moyens, plaçant Mel Bonis dans l'héritage français de l'orchestration. Tout représente la vals dans ce mouvement : le thème gracieux, les mouvements rapides, l'accompagnement à trois temps, les contrechants. La compositrice prend cependant certaines libertés dans l'accompagnement qui présente un rythme un peu boiteux.
L'orchestration procède par petites touches instrumentales et par accumulation, permettant progressivement à l'orchestre de s'ouvrir et de donner la prédominance aux vents. La pièce, en do dièse mineur, repose sur un thème principal et deux idées secondaires qui en découlent. Mel Bonis fait usage d'un procédé motivique de composition, usant de renversements et d'ornementation des motifs thématiques, montrant qu'elle maîtrise l'écriture orchestrale.

### Interlude et Valse lente
Ce mouvement est également en do dièse mineur, et propose deux parties organisée en forme tripartite ABA. Certains éléments stylistique rappellent le Ballabile précédent, mais qui se retrouvent aussi dans la Danse sacrée et dans la Sarabande. Cette pièce est cependant plus profonde que celle qui la précède. Le premier thème vient des graves et est exprimé aux violoncelles, aux altos et aux bassons. Très expressif, il a un aspect quasi-douloureux, semblant vouloir s'élever progressivement mais retombant à chaque fois. Le thème est construit de courtes phrases de quatre mesures. L'instrumentation ne fait cependant pas appel aux contrebasses, qui n'interviennent que pour ponctuer les phrases. Le second thème est introduit par la clarinette dans la partie centrale de l'Interlude et est très contrastant. D'un mouvement plus animé, il a un caractère plus hispanisant.
La Valse lente débute ensuite, avec un rythme syncopé. La compositrice souligne le caractère « expressif et avec grâce ». Le thème en est beaucoup plus mélancolique, qui structure toute la pièce, proposant différentes orchestrations, mais aussi un travail de fragmentation motivique, enrichissant le discours musical.
Comme dans le Ballabile, il y a une grande finesse d'instrumentation et une réflexion sur l'usage de chaque instrument de l'orchestre. L'utilisation des violoncelles, des altos et du basson dans l'Interlude montrent la recherche expressive du timbre. L'utilisation de la clarinette montre une recherche d'une sonorité plus feutrée, mais tout aussi expressive. Les harmonies, souvent simples, parfois chromatiques, mais toujours tonales, sont colorées de touches instrumentales et de doublures qui offrent un raffinement orchestral.

### Scherzo-Valse
Si l'idée générale de ce mouvement reste celle de la valse, le caractère et la forme sont ceux du scherzo. La tonalité, ici de fa majeur, offre un contraste harmonique fort, ce qui met ce mouvement particulièrement en valeur. Une organisation formelle réfléchie et un style très raffiné offrent une conclusion positive et légère au recueil, selon Xavier-Romaric Saumon.
L'œuvre présente trois éléments thématiques principaux, deux dans la première partie du scherzo et un dans ce qui s'apparente au trio. Il y a un fort contraste entre les deux premiers thèmes : le premier est staccato, en croches et notes répétées, offrant un motif court de quatre mesures qui se répète essentiellement aux cordes ; le second est plus expressif, legato et en notes conjointes, chanté par les altos et le basson. La section qui se rapproche d'un trio est extrêmement brève mais présente un nouveau thème qui reprend l'esprit des deux premiers, dans un ambitus beaucoup plus large et avec une grande souplesse mélodique. Une très courte transition ramène ensuite l'esprit scherzando du premier thème au vents puis aux cordes. La compositrice présente ici plus de libertés contrapuntiques, avec de nombreuses imitations, basées sur la tête du premier thème.

### Danse sacrée
La Danse sacrée se définit comme « une grande incantation sacrée qui laisse transparaître son goût pour l'exotisme ». L'œuvre se présente sous une forme tripartite ABA', avec un tempo « lento ». L'instrumentation est quasi identique à celle des pièces précédentes. L'écriture laisse penser à une lente procession où l'écriture des cordes est doublée aux clarinettes, créant un ostinato de trois notes ascendantes ou en mouvement contraire. La flûte solo offre ensuite un long thème en notes conjointes, qui fait penser au Prélude à l'Après-midi d'un faune.
Le thème de la flûte débute par une syncope, évoquant la danse. Il se poursuit ensuite avec une succession de notes conjointes, de broderies, de femmes, se terminant par la signature en petites notes de broderies. C'est cet élément qui va générer la suite de la pièce, et notamment le travail motivique de la partie centrale, mais qui conclut aussi le mouvement.
La pièce s'organise autour de deux tonalités : fa dièse majeur et si bémol mineur. Si les deux tonalités sont éloignées, on peut cependant voir la tonalité de si bémol mineur comme étant celle de la dièse mineur, devenant alors la tierce majeure de fa dièse. C'est ce rapprochement qui permet à la compositrice une modulation très sophistiquée. La Danse sacrée fait souvent appel à des instruments solistes, comme les flûtes, les violons, les bassons, les hautbois, les altos et la clarinette. Cette pièce présente aussi une grande économie de moyens, avec une orchestration très transparente et soignée. On remarque cependant l'évolution de son écriture dans cette œuvre, qui se caractérise par une plus grande aisance dans la juxtaposition des timbres et des instruments solistes, notamment pour les vents.

## Edition disponible

### Version pour piano seul
In Mel Bonis, œuvres pour piano vol. 5 "Danses A", éditions Furore (2013). Ballabile, Interlude et valse lente, Scherzo Valse.

### Version pour piano à quatre mains
In Mel Bonis, œuvre pour piano vol. 8 "Quatre mains B", éditions Furore (2009). Ballabile, Valse lente, Scherzo-valse, Danse sacrée,
Interlude et Bacchanale.

### Version pour orchestre
Mel Bonis, Suite en forme de valses, éditions Furore  (2014). Ballabile, Valse lente, Scherzo-valse.

## Discographie

### Version pour piano
- L'ange gardien, par Laurent Martin (piano), Ligia Digital LIDI 01033181-07, 2007 (OCLC 884450880)
- Le diamant noir, par Laurent Martin (piano), Ligia Digital, 2016

### Version pour piano à quatre mains
- Bonis: "Le songe de Cléopâtre" (L'œuvre pour piano à quatre mains / Les compositrices, Vol. 3), Laurent Martin et Claudine Simon (piano), Ligia, 107521, 2012

### Version pour orchestre
- Mel Bonis : Symphonic Works, Bucharest Symphony Orchestra, Benoît Fromanger (dir.), Le Chant de Linos, CL 1287.

### Ouvrages
- Étienne Jardin, Mel Bonis (1858-1937) : parcours d'une compositrice de la Belle Époque, 2020 (ISBN 978-2-330-13313-9 et 2-330-13313-8, OCLC 1153996478, lire en ligne).

### Éditions critiques
- Suite en forme de valses, Furore éditions, 2014 (ISMN 9790500122760)